# Sinus Asperitatis
Sinus Asperitatis ist ein kleines, buchtartiges Mare (Mond) zwischen dem Mare Tranquillitatis und dem Mare Nectaris auf dem Erdmond. Der lateinische Name bedeutet Bucht der Rauheit und wurde im Jahr 1976 von der Internationalen Astronomischen Union offiziell festgelegt.
Die dunkelgraue Basaltfläche des erstarrten Lavameeres hat einen mittleren Durchmesser von 220 Kilometer und verbindet das Mare Tranquillitatis im Norden mit dem Mare Nectaris im Süden, bei den mittleren selenografischen Koordinaten 5° Süd und 27° Ost. Im Innern der Marebucht liegt der 23 Kilometer durchmessende Krater Torricelli, und an ihrem Südrand der etwa 100 Kilometer große Krater Theophilus.